# Гольдберг, Залман Нехемия
Залман Нехемия Гольдберг (ивр. זלמן נחמיה גולדברג‎; 28 января 1931, Минск — 20 августа 2020) — израильский раввин, посек и рош-ешива (глава иешивы, в его случае нескольких). Крупный галахический авторитет, активно занимающийся вопросами на стыке Торы и современной жизни, в том числе медицинскими, лектор, главный судья Высшего раввинского суда в Иерусалиме. Известен также своими смихами. Зять р. Шломо Залмана Ойербаха.
Вместе с р. Мордехаем Виллигом подготовил документ Раввинского совета Америки, призванный упростить расторжение еврейского религиозного брака и не допустить того, чтобы бывшая жена оставалась в статусе агуна в тех случаях, когда муж не соглашается дать ей гет.
В ноябре 2009 года написал положительный отзыв на книгу р. Ицхака Шапира «Королевская Тора», но затем отозвал его из-за неприемлемого содержания книги.